# Lazurowa Grota
Lazurowa Grota (wł. Grotta Azzurra) – jaskinia morska, jedna z atrakcji turystycznych włoskiej wyspy Capri.

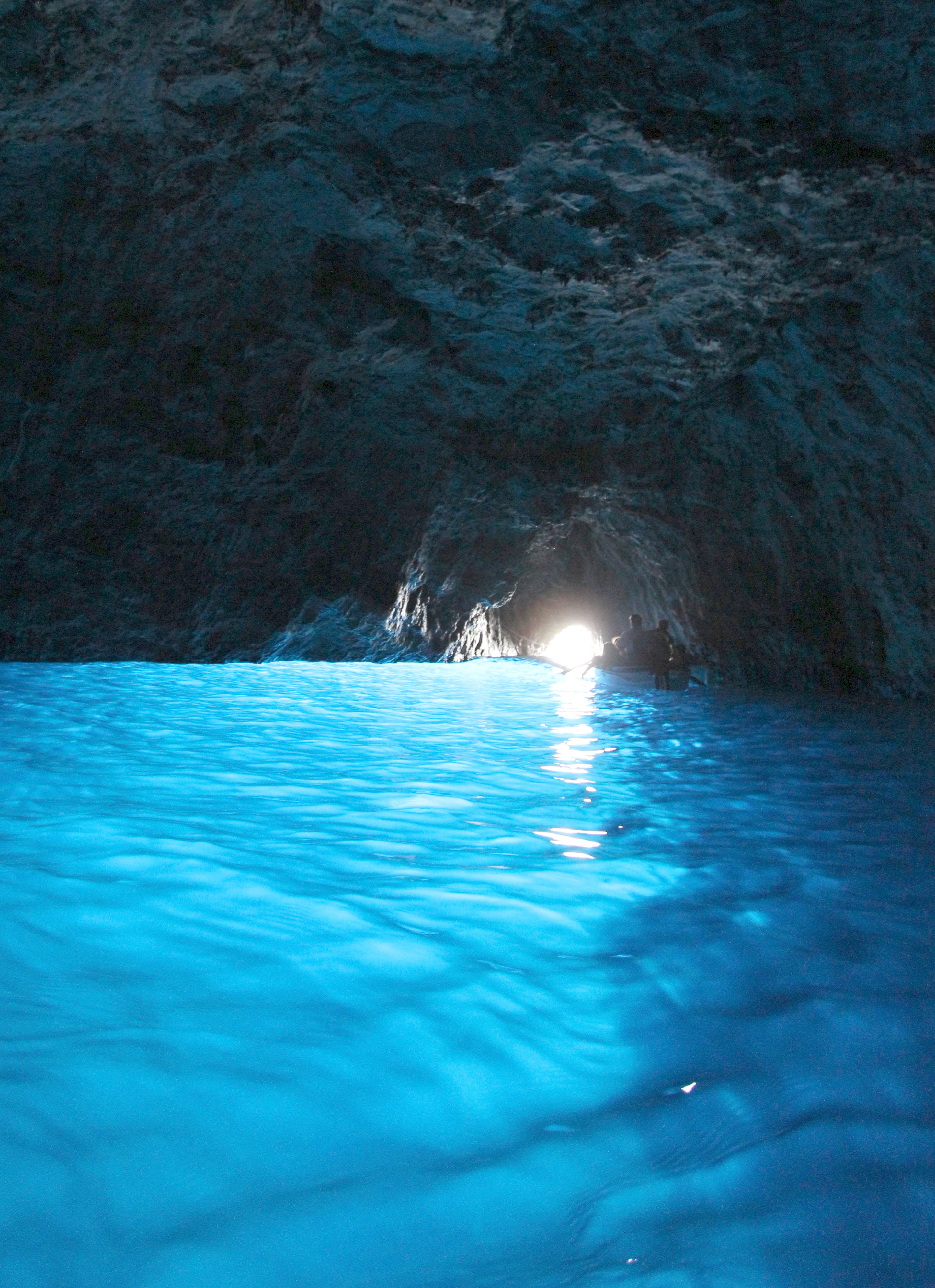
Wnętrze groty

Położona jest na zachodnim brzegu wyspy, wejście znajduje się na wysokości lustra wody. Dla turystów udostępniona jest tylko jedna z wielu sal o długości 70,0 m i szerokości 25,0 m. Wysokość waha się od 7,0 do 14,0 m, głębokość wynosi ok. 22,0 m. Do wnętrza groty wpływa się niewielką łódką. Światło słoneczne oświetlające wnętrze groty dostaje się poprzez wodę, która przybiera lazurowy odcień.
Lazurowa Grota znana była już Rzymianom w czasach Cesarstwa Rzymskiego. Cesarz Tyberiusz zamienił ją w nimfeum znajdujące się na terenie jednej z jego willi – Damecuta. Po opuszczeniu przez Rzymian była omijana przez mieszkańców wyspy (rybacy wierzyli, że miejsce to jest nawiedzone przez duchy). Ponownie odkryta została 18 kwietnia 1826 r. przez niemieckiego malarza Augusta Kopischa i jego kolegę Ernesta Friesa (pokazał ją im miejscowy rybak Angelo Ferraro).